# Five by Five (The Verve)
Five by Five è un'EP del gruppo musicale britannico The Verve, pubblicato nel giugno 1997 a scopo commerciale e promozionale per l'album Urban Hymns.

## Tracce
1. Come On – 6:37 (The Verve)
2. The Rolling People – 7:02 (The Verve)
3. Lucky Man (radio edit) – 4:20 (Richard Ashcroft)
4. Catching the Butterfly – 6:26 (The Verve)
5. Space and Time – 5:37 (Richard Ashcroft)

## Formazione

### Gruppo
- Richard Ashcroft – voce, chitarra
- Nick McCabe – chitarra
- Simon Tong – chitarra, tastiera
- Simon Jones – basso
- Peter Salisbury – batteria

### Produzione
- The Verve – produzione
- Chris Potter – produzione (tracce 1, 2, 4, 5), produzione addizionale e missaggio (traccia 3)
- Youth – produzione (traccia 3)